# Kōryō
Kōryō (jap. 広陵町 Kōryō-chō) – miasto w Japonii, na wyspie Honsiu, w prefekturze Nara. Według danych na rok 2020 miejscowość zamieszkiwało 33 810 mieszkańców , a gęstość zaludnienia wyniosła 2074,2 os./km².